# Estatua ecuestre de Carlomagno

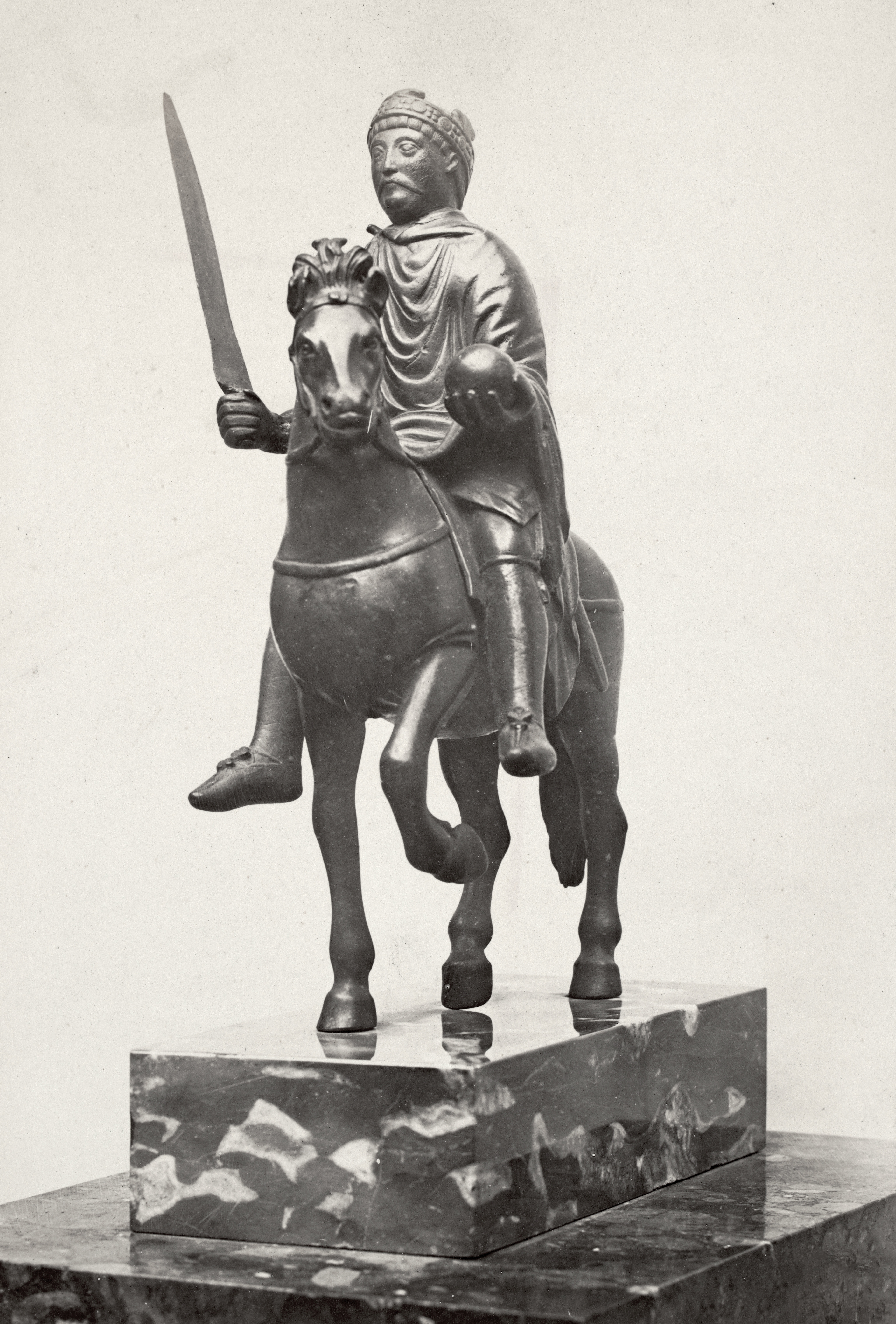
Fotografía del siglo XIX

La estatua ecuestre llamada de Carlomagno es una escultura carolingia elaborada en bronce que representa bien a Carlomagno, bien a su nieto Carlos el Calvo. Se trata de un raro ejemplo superviviente de escultura carolingia en metal. Actualmente, se encuentra en el Museo del Louvre. Entre los siglos XVI y XVIII se conservó en la catedral de Metz. 
La estatuilla está formada por tres partes: el caballo, el cuerpo del jinete con la silla, y la cabeza del jinete. En total mide 24 centímetros. Al jinete se lo representa con bigote, una corona abierta sobre su cabeza, una espada en su mano derecha (desaparecida) un orbe imperial en su mano izquierda, y una capa para cabalgar atada con una fíbula. Probablemente se elaboró en torno al año 870, esto es, durante el reinado de Carlos el Calvo. La orfebrería carolingia continúa la tradición galorromana del fundido en molde y toma como modelos los bronces ecuestres de la época imperial romana, como la Estatua ecuestre de Marco Aurelio o el Regisole de Pavía.
Los rasgos del jinete son conformes con las representaciones de Carlomagno en monedas, así como con la descripción que hace Eginardo en su Vita Karoli Magni, y a la estatuilla normalmente se la llama "estatuilla de Carlomagno", pero es posible que de hecho represente al nieto de Carlomagno, Carlos el Calvo. De ser así, habría sido intencional representarlo tan parecido a su abuelo.
Clemens (1890) defendió que era de época carolingia, en contra de Wolfram (1890), y se muestra de acuerdo con Aus'm Weerth (1885) en lo referente a que es imposible juzgar si representa a Carlomagno o Carlos el Calvo. Los estudiosos de finales del siglo XX parecen más inclinados por la hipótesis de Carlos el Calvo, basándose en evidencias circunstanciales como que la obra data probablemente de su reinado y se conservaba en la catedral de Metz, lo que sugería que podía haber sido encargada en 869 con ocasión de la coronación allí de Carlos el Calvo como rey de Lotaringia.
Los inventarios de la catedral de Metz, desde el siglo XVI en adelante, incluyen dos estatuillas de Carlomagno: una de plata dorada, realizada por el orfebre de Metz François en 1507, y la otra de bronce o «cobre dorado», incluida por primera vez en el inventario en 1567. Ambas estatuillas vuelven a aparecer en inventarios del siglo XVI. En 1807, la estatuilla de bronce fue adquirida por Alexandre Lenoir, fundador del Musée des Monuments Français. Tras la muerte de Lenoir en 1839, sus herederos lo vendieron a la coleccionista particular Madame Evans-Lombe, quien lo expuso en la Exposition Universelle de 1855, después de la cual la vendió a la ciudad de París por 5.000 francos. Se conservó en el museo Carnavalet durante algún tiempo, y fue transferido al Louvre en 1934 (número de acceso OA 8260).